# Емілі Гауленд
Емілі Гауленд (нар. 20 листопада 1827 — пом. 29 червня 1929) — філантроп і педагог. Особливо відома своєю діяльністю й інтересами у галузі освіти афроамериканців, вона також була рішучою прихильницею прав жінок і руху за помірність. Гауленд особисто фінансувала навчання багатьох темношкірих студентів і робила внески у такі заклади, як-от Інститут Таскігі.

## Молодість й освіта
Емілі Гауленд народилася в Шервуді, округ Каюга, штат Нью-Йорк, 20 листопада 1827 року. Вона була дочкою Слокума та Ганни Толкот Гауленд, які були видатними членами Товариства друзів. Її брат, Вільям Гауленд, служив у 106-му законодавчому зборі штату Нью-Йорк. Вона здобула освіту в невеликих приватних школах у громаді та школі Маргарет Робінсон, Школі друзів у Філадельфії, штат Пенсильванія.

## Кар'єра
Активний борець за скасування рабства, Гауленд викладала у нормальній школі для кольорових дівчат (нині Університет округу Колумбія) у Вашингтоні, округ Колумбія, з 1857 до 1859 рік. Під час громадянської війни вона працювала в поселенні утікачів Кемп-Тодд в Арлінгтоні, штат Вірджинія, навчаючи звільнених рабів читати й писати, а також доглядаючи за хворими під час спалаху віспи, і зрештою була директором табору протягом 1864—1866 років.
У 1867 році вона заснувала громаду для звільнених рабів у Гітсвіллі, округ Нортумберленд, штат Вірджинія, під назвою Аркадія, на 400 акрах, придбаних її батьком, включно зі школою для навчання їхніх дітей, Гаулендською капличною школою. Вона продовжувала активно цікавитися афроамериканською освітою, жертвуючи гроші та матеріали, а також відвідуючи адміністраторів багатьох шкіл і листуючись з ними. Повернувшись до Шервуда, Нью-Йорк після смерті батька у 1881 році, вона успадкувала 50 000 доларів (1,4 мільйона доларів у перерахунку на 2021 рік) і керувала вибраною школою Шервуда до 1926 року, коли вона стала державною й отримала назву від штату Нью-Йорк Початкова школа Емілі Гоуленд.
Гауленд брала активну участь у рухах за жіноче виборче право, мир і помірність; була членом Жіночого християнського союзу тверезості. У 1858 році вона почала організовувати лекції про права жінок і зустрічі з Сьюзен Ентоні та Елізабет Кеді Стентон. У 1878 році вона виступала на 30-й ювілейній Конференції у Сенека-Фоллс, у 1894 році — у легіслатурі штату Нью-Йорк. Коли рух за виборче право розділився на дві групи: Національну асоціацію жінок за виборче право й Американську асоціацію жінок за виборче право, Гауленд не стала на чийсь бік, а відвідувала зустрічі обох груп. У 1903 році вона пила чай із королевою Вікторією під час поїздки до Лондона на міжнародну зустріч суфражисток. У 1904 році вона виступала перед Конгресом і була присутньою на парадах суфражистів 1912 і 1913 років у Нью-Йорку. Існує думка, що вона переконала Езру Корнелла у тому, що він, як квакер, має зробити Корнельський університет закладом зі спільним навчанням.
У 1926 році вона стала почесним доктором літератури в Університеті штату Нью-Йорк, в Олбані, ставши першою жінкою, вшанованою таким ступенем від цього закладу. Вона також була автором історичного нарису ранньої історії квакерів в окрузі Каюга, штат Нью-Йорк «Історичний нарис друзів в окрузі Каюга».
У 1890 році Гауленд стала однією з перших жінок-директорів національного банку в США в Першому національному банку Аврори в Аврорі, Нью-Йорк, пропрацювавши там до своєї смерті, у віці 101 рік.

## Спадщина
Її документи зберігаються в кількох університетах, включно з Корнелльським університетом, Гаверфордським коледжем і Суортморським коледжем. Фотоальбом, що містить фотографії родини, друзів і колег, а також сувенірні зображення видатних аболіціоністів і відомих діячів 1860-х і 1870-х років є спільною власністю Національного музею афроамериканської історії та культури та Бібліотеки Конгресу. У 2021 році її ввели до Національної зали слави жінок.

## Зовнішні посилання
- The World of Emily Howland: Odyssey of a Humanitarian, Джудіт Колуччі Броу (1976)
- Сімейні документи Емілі Гауленд зберігаються в історичній бібліотеці друзів Суортморського коледжу
- Документи Емілі Гауленд, які зберігаються в Haverford College Quaker & Special Collections
- Велика частина документів Емілі Гауленд оцифрована та доступна на проєкті In Her Own Right